# Glenea chujoi
Glenea chujoi là một loài bọ cánh cứng trong họ Cerambycidae.